# Drip (NLE Choppa)
Drip è un singolo del rapper statunitense NLE Choppa, pubblicato il 5 maggio 2019 su etichetta NLE Choppa Entertainment.

## Tracce
1. Drip – 3:08